# Ladette to Lady
Ladette to Lady är en brittisk tv-dokusåpa i fem avsnitt från 2007, där ett antal osofistikerade unga kvinnor (ladettes) skickas på en fem veckors etikettkurs vid den nedlagda skolan Eggleston Hall. 
Ladette är ett ord i brittisk engelska betecknande en osofistikerad, lågutbildad ung kvinna som dricker, röker, har ett grovt språk, sminkar sig hårt, klär sig sexuellt utmanande och har ett omfattande sexliv med ett flertal partners. I serien får de deltagande laddetes bland annat lära sig mode, matlagning samt vett och etikett i sociala sammanhang. Under seriens gång testas laddeternas framsteg och den som inte lyckades så bra lämnar programmet.